# Fischbeck (Hessisch Oldendorf)
Fischbeck è una frazione (Ortsteil) della città di Hessisch Oldendorf, nel land della Bassa Sassonia, in Germania.

## Storia
Già comune autonomo nel circondario della contea di Schaumburg, il 1º gennaio 1973 incorporò il territorio dei dissolti comuni di Bensen, Haddessen, Höfingen, Pötzen e Weibeck; fu soppresso e incorporato a Hessisch Oldendorf il 29 gennaio 1973.